# 食死徒
食死人，為J·K·羅琳所創造，並登場於《哈利·波特》系列小說及改編電影，以創始人佛地魔為中心、信仰純正血統的恐怖組織。左臂烙印黑魔標記作為辨識，以此發射召喚信號。黨羽間對領袖尊稱「黑魔王（Dark Lord）」／「佛地魔（Lord Voldemort）」，甘願卑躬屈膝為「僕人」。第一代成員多為湯姆‧瑞斗的同學，以後加入的或是慕名而至的黑巫師/黑女巫，或有少部分被威迫加入。總括而言，絕大多數均來自史萊哲林學院。兩次發起魔法世界大戰，意圖統治、折磨、消滅不服從者，以及麻瓜。無論從屬或外人，皆對佛地魔的作風深感畏懼；少數狂熱信徒則成為圈子核心。相對應，正派巫師阿不思·鄧不利多成立的鳳凰會成為其主要宿敵，前者亦是佛地魔唯一害怕的人。

## 黑魔標記
骷髏頭形狀，嘴部吐著一條如大蛇般的舌頭，烙印在左手前臀的艷紅色刺青。每當黑魔王觸摸其中一名食死人的標記時，其他食死人也會有所感應，並會立即使用「消影術」，聚集佛地魔的身邊聽從吩咐。在空中的黑魔標記由翡翠綠色星星組成，發出標記的魔咒為「魔魔斃」。食死人的典型服裝包括黑色連帽長袍和面具。

## 意識形態
施行被稱為黑魔法的非法和危險咒語。遵循種族主義，信奉「自然的貴族（Nature's Nobility）」(出自小說中的家族族譜)，把純正血統的魔法師置於等級制度的頂端，高於所有其他人類實體，並且殘酷迫害麻瓜出身的巫師。「純血」（父母都是巫師的人）優於「混血」；「混血」優於「麻種」（父母都不諳魔法的巫師後代）；麻瓜則最為劣等，理應被征服。
「純種叛徒」也會被殺，例子有天狼星·布萊克、隆巴頓夫婦、衛斯理家族、普瑞兄弟。
在，剛特家族被描繪成一個著迷於純血祖先，並近親繁衍以保持血統純潔的家族。
食死人渴望對整個巫師世界的完整力量與控制權，意圖恢復對巫師社區的純血統治，並且尋求最終征服巫師社會統治下的麻瓜社區。J.K.羅琳承認創作時，有參考納粹德國為藍本。

## 动作

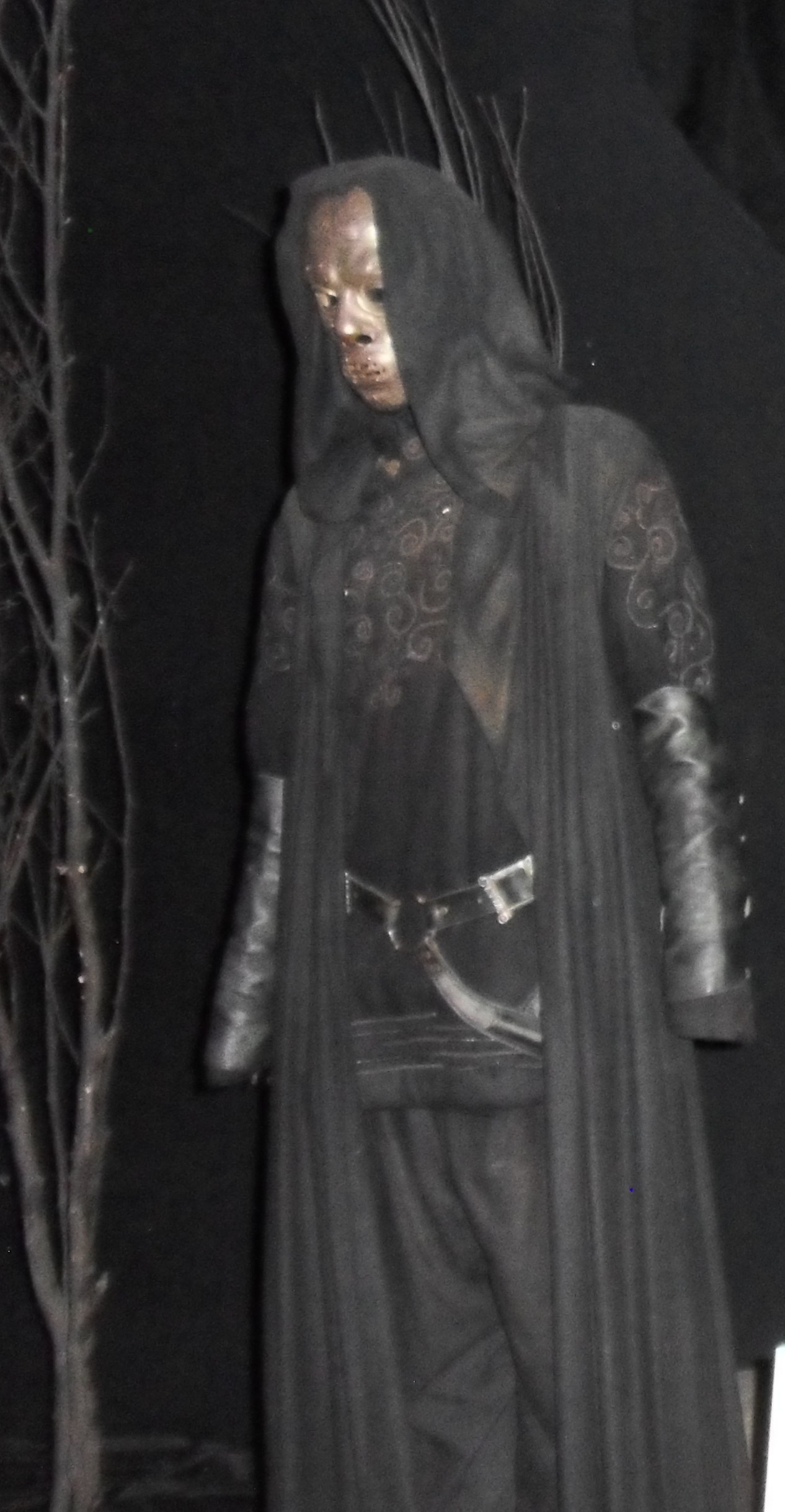
食死徒相貌

### 第一次魔法世界大戰
食死人首次存在於小說中事件發生的事件11年前，他們折磨和謀殺麻瓜（沒有魔法能力的人），以及任何反對他們的人。食死人首次出現大約10年後，一名先知西碧·崔老妮預言了一個男孩將有能力永遠擊敗佛地魔。然而，並非所有巫師都知道，該預言所指的可能是兩個不同的男孩—哈利·波特與奈威·隆巴頓。然而，佛地魔選擇了哈利，正如預言中所說，「黑魔王將會把他標記為跟他平等的人」。由於佛地魔是個混血巫師，故他選擇了跟他「平等」—母親是麻瓜出身女巫的哈利，而非源自歷史悠久的純種巫師家族的奈威。根據詹姆·波特與莉莉·波特的秘密守護者彼得·佩迪魯所提供的信息，佛地魔試圖完成該預言並殺害其作為嬰兒的敵對者。由於哈利的母親為了救她的兒子而作出犧牲，使佛地魔的致命詛咒從哈利身上反彈，並使佛地魔脫離其肉體。
佛地魔失勢後，食死人解體潰散。魔法部把他們當中的許多人圍捕並關押在阿茲卡班監獄，但當中有些巫師聲稱他們是被蠻橫咒所操控（例如魯休思·馬份），又或是如伊果·卡卡夫那樣供出其他食死人，從而逃避了正義的審判。在該系列小說的事件中，哈利從鄧不利多的儲思盆中見證了卡卡夫對前食死人的證詞。那裡看起來似乎僅極少數食死人甘願為了已倒台的主人而鋃鐺入獄。根據，石內卜指出若佛地魔在重生時拒絕歡迎所有曾經背棄他的人，那麼他的追隨者將非常少。雷斯壯夫婦是已知的唯一願意為佛地魔犧牲自由的食死人，佛地魔也注意到這一點，並聲稱他們將會因為忠誠而獲得高於所有人的回報。石內卜作為食死人是獨一無二的—他說服了所有人（鄧不利多除外）指他正在為當時需要的任何一方工作。這是由於他在鎖心術方面的技巧，使他能夠從佛地魔那裡掩飾其真正動機-對莉莉·伊凡的愛。

### 第二次魔法世界大戰
，一群食死人於魁地奇世界盃後集結起來。他們聚集在一起形成了一個巨大的景象和騷亂，但只為玩票性質和挑釁肆虐。單單是他們的出現便引起了歇斯底里，當他們在現場折磨麻瓜和麻瓜出身的巫師時，他們的人數也在增加。小巴堤·柯羅奇於天空中發出黑魔標記時，嚇壞了製造騷亂的食死人與魔法部官員。在該小說的結尾中，佛地魔恢復了全部力量，並透過觸摸彼得·佩迪魯的黑魔標記以召喚他的追隨者。除了留在霍格華茲作為其掩護的賽佛勒斯·石內卜和那些經已死去、被囚禁或害怕回來的人之外，當佛地魔開始第二次嘗試奪取所有力量時，大部分的食死人都回來為他服務。
佛地魔重生時說：「這裡有六個失踪的食死人...三名在為我效力時死去。有一個，太懦弱不敢回來...他會付上代價的。有一個，我相信他永遠離我而去...他當然會被殺...還有一個，他仍然是我最忠誠的僕人，並且經已重新為我服務。」根據小說中所提及和後來發生的事，可以推斷出「太懦弱不敢回來」的人就是伊果·卡卡夫；「我相信他已永遠離我而去」的人就是賽佛勒斯·石內卜，他於兩個小時後回來解釋他的缺席，並讓佛地魔相信他就是其間諜；「最忠誠的僕人」是小巴堤·柯羅奇，他經已在霍格華茲為佛地魔工作。「三名在為我效力時死去」的人包括：獅子阿爾發·布萊克、伊凡·羅西兒、韋克。
魔法部部長（康尼留斯·夫子）自欺欺人地認為佛地魔不可能回來，這全是鄧不利多編造的謊言，他認為這是鄧不利多企圖篡奪其職位的計劃。食死人在中利用這一戰術優勢來維持秘密。由於魔法部拒絕把催狂魔從阿茲卡班帶走，因此鄧不利多於佛地魔回歸後立即提出建議；食死人此時也向催狂魔招募，並與巨人取得了類似的進展；催狂魔對魔法部的反抗也讓食死人得以透過大規模的突圍而重返鞏固他們的陣營。
，佛地魔派遣了一群由魯休思·馬份率領的食死人進入魔法部的神秘部門，期望搶奪對他至關重要的預言球。最初基於對哈利波特的部分敘述而襲擊哈利，然而他後來得知完整版本，以便可以更好地，甚至更全面地了解哈利跟他自己之間的聯繫。食死人對該部門的突襲失敗，然而哈利波特跟他的朋友們推遲了食死人的行動，讓預言球脫離了他們的掌控，最終更手誤摧毀。阿不思·鄧不利多與鳳凰會現身，俘虜了所有參與的食死人（貝拉·雷斯壯除外），佛地魔與她在跟前者激烈決鬥後逃跑，並結束了食死人享有的秘密。對魔法部及食死人都很重要的魯休思·馬份，被捕入獄。然而，食死人重新集結，暗殺和綁架了重要的巫師，並殺害麻瓜，在整個魔法世界散播恐怖和混亂。魯休思·馬份被捕後不久，其兒子跩哥·馬份被懲罰性地委派殺掉阿不思·鄧不利多的任務，儘管這項任務最終由賽佛勒斯·石內卜完成。
接近尾聲時，食死人首次襲擊霍格華茲，並導致阿不思·鄧不多死亡，幾名學校的捍衛者受傷。
接近尾聲時，作出更致命的總動員進攻，當佛地魔向哈利投擲的索命咒時，咒語再次反彈到其身上，導致50多人死亡，當中包括佛地魔本身。佛地魔的死亡標誌著食死人的終結。

## 著名食死人

### 賽佛勒斯·石內卜（Severus Snape）
被描述為一個相當複雜的人，其冷酷的諷刺與外表的控制隱藏著深刻的情感與痛苦。魔藥學大師，並迷戀黑魔法。石內卜從一開始就對哈利波特懷有恨意，並被塑造成反派角色，卻又揭示他在保護哈利。隨著故事情節的推進，對石內卜的刻畫從一位糟糕的教師演變為一個複雜而模棱兩可的關鍵人物，其忠誠直到最後才顯露出來，實際上是鄧不利多置於佛地魔陣營的雙面間諜。一切都緣於他對莉莉·伊凡恆久不變的愛。對於佛地魔來說，他曾經立下兩大功勞，第一次魔法世界大戰時成功竊聽預言、第二次魔法世界大戰時殺死阿不思·鄧不利多。不過因為長期安然蟄伏於霍格華茲，因此並沒有廣泛獲得其他食死人之好感。根據鄧不利多暗示和揶揄，佛地魔會願意為石內卜而放過莉莉；後來佛地魔重生時其缺席、甚至因奉鄧不利多之命而阻止奎若盜取魔法石，卻都得到諒解；第6部水仙·馬份親口說出賽佛勒斯是黑魔王最寵信的顧問，而貝拉·雷斯壯空餘妒恨無從反駁；第7部參與「馬份莊園」會議時獲得佛地魔安排坐在右首；霍格華茲淪陷後被任命為校長；昔日同僚麥·米奈娃交手後推測出佛地魔可能親自傳授其飛行術......種種間接線索指明，石內卜最深得黑魔王個人心意，二人的出身成長亦有多處共通點，唯一致使兩者選擇走向不同道路，在於對「愛」有著截然不同的態度 -前者偏執、後者輕蔑。

### 馬份家族

#### 魯休思·馬份（Lucius Malfoy）
富有的純血巫師家族的首領。他跟妻子水仙·馬份與他們的兒子跩哥·馬份住在威爾特郡的馬份莊園。魯休思在被解除職務之前是霍格華茲校董委員會的成員，並跟魔法部有著非常密切的聯繫。為了維護自己的聲譽和影響力，魯休思向魔法部、慈善機構和聖蒙果醫院捐款。魯休思在霍格華茲接受教育，在史萊哲林學院擔任級長。據說魯休思·馬份的妻子—水仙·馬份曾協助佛地魔作惡，卻從未被證實擁有黑魔標記。
魯休思·馬份於中以主要反派的身份首次出現，就在跩哥與哈利於霍格華茲升到二年級之前，當金妮正在華麗與污痕書店購買學習用品的時候，魯休思把湯姆·瑞斗的日記丟進她的魔藥大釜中。魯休思企圖利用她把消失的密室重新打開，導致麻瓜出身的學生遭到襲擊。魯休思知道該日記巧妙地施了魔法，但他並不知道這是佛地魔藏著部分靈魂的其中一個分靈體。他對此粗心，並遭到佛地魔本人的懲罰。魯休思打算利用金妮打開密室的機會來詆毀她的父親亞瑟·衛斯理和鄧不利多。魯休思的計劃在密室被打開之前最終在馬份的家庭小精靈多比與哈利的協助下被挫敗，魯休思利用隨之而來的恐怖（威脅要攻擊校董委員會成員的家人）來影響校董會，以詆毀和解僱作為校長的鄧不利多。隨後，哈利使計誘騙魯休思還多比自由。對此，魯休思試圖以他的魔杖攻擊哈利，然而多比在他造成傷害之前就解除了他的武裝。魯休思最後被褫奪了霍格華茲校董委員會成員的職銜。儘管他被解僱，魯休思仍然跟魔法部保持著密切的關聯。
魯休思接下來出現於開始的魁地奇世界盃期間，他跟魔法部部長康尼留斯·夫子分享頂級包廂裡的主要座位。在該小說的後來，當佛地魔再次崛起並召喚他的食死人時，馬份重新加入他的陣營並聲稱他已盡其所能幫助其主人，但佛地魔仍然不為所動。哈利將馬份的聲明報告給夫子部長，後者拒絕相信他。由此可見，富裕的馬份家族繼續跟魔法部保持著牢固的聯繫。
的高潮部分，魯休思作為食死人的領袖，他們被派往預言廳從哈利手中奪取預言。魯休思嘗試了幾種方法從哈利手上取得預言而不破壞它，但哈利與他的朋友們設法逃離了預言廳。當鳳凰會闖入魔法部並開始跟食死人展開決鬥時，魯休思最終在死亡室遇見了他，哈利正準備把它交給魯休思。鄧不利多本人在戰鬥結束時到達，魯休思被抓獲並送往阿茲卡班。
在最後一輯小說中，魯休思失去了佛地魔的青睞，看起來更糟了。佛地魔非常蔑視他，並劫持其房子作為食死人總部，並迫使他的兒子作出違反本性的陰暗行為，在該系列首次引發了對這個臭名昭著的家族的同情。佛地魔借用了魯休思的魔杖，但被哈利·波特意外毀壞了。在小說的後來，魯休思跟她的妻子與嫂子在一起，意外地讓哈利跟他的朋友們逃離了馬份莊園。佛地魔嚴厲地懲罰了他們，最終把他們軟禁起來。儘管魯休思長期作為食死人與佛地魔純血統至上的擁護者，然而他對家人的愛比參戰更為重要，他們一家已不再效忠佛地魔。在霍格華茲大戰期間，他懇求佛地魔讓他到戰場尋找他的兒子。魯休思跟其家人最終於小說的最後團聚。在佛地魔死後，由於水仙·馬份曾在禁忌森林中幫助哈利，向佛地魔謊稱哈利已死，魯休思、水仙與跩哥都設法「狡辯」以避免被送往阿茲卡班。
魯休思於《死神的聖物》後的最終命運不詳，然而演員積遜·艾薩斯在接受《Syfy Wire》採訪時表示，他相信由於巫師社會迴避魯休思，他在佛地魔倒台後不會再認為自己是巫師社會的一員。艾薩斯還說，魯休思將成為他從前自我的軀殼，失去其妻子和兒子的尊重，他以自己的金錢來保護自己，並把自己喝至早死。
根據《福布斯》雜誌的報導，魯休思·馬份於《福布斯虛構人物財富榜》上排名第12位。

#### 水仙·馬份（Narcissa Malfoy）
魯休思·馬份的妻子，外表漂亮、身影修長、臉色蒼白、一頭銀髮，因為出身高貴血統的巫師家族，故性格冷漠而高傲。作者J.K.羅琳後來提及她沒有黑魔標記，但是食死人的核心之一。只對家人真正忠誠，故後來為了兒子跩哥·馬份，不惜背叛佛地魔。

#### 跩哥·馬份（Draco Malfoy）
魯休思·馬份與水仙·馬份的純血兒子，他跟其家人一樣成為了史萊哲林學院的一員。由於妙麗的父母是麻瓜的關係，他經常欺凌哈利與他的朋友們，他是校內臭名昭著的惡霸，也是哈利的死對頭。跩哥於第六集被迫加入食死人，並於其左臂烙上黑魔標記。跩哥被指派暗殺鄧不利多（事實上佛地魔不認為跩哥能成功，其真正的暗殺計畫執行人屬意為賽佛勒斯·石內卜），佛地魔此舉是為了懲罰魯休思·馬份於神秘部門之戰中的失敗，以及魯休思擅自使用作為分靈體的瑞斗日記，最後造成日記的毀滅。然而跩哥的內心卻不願這樣做，石內卜在最後不得不替他完成。
《混血王子的背叛》的尾段，跩哥成功利用兩個消失櫥櫃之間的連接讓食死人進入霍格華茲校園，並成功解除了鄧不利多的武裝，意外地成為了接骨木魔杖的主人。後來他被哈利解除了武裝，但卻不忍心殺害鄧不利多，這顯示著跩哥還未完全泯滅善良。在霍格華茲大戰後，他們一家人已不再忠於佛地魔，並逃離食死人的行列。

### 雷斯壯夫婦

#### 貝拉·雷斯壯（Bellatrix Lestrange）
娘家姓氏為布萊克（Black），是小說中所提到的第一個女性食死人。貝拉是天狼星·布萊克的表妹，也是跩哥·馬份和小仙女·東施的姨母。
她於中被介紹，她是佛地魔的食死人圈子中最忠實的核心成員 。她被描述為非常吸引人的女性，卻因待在阿茲卡班的時間而變得憔悴。貝拉被描繪為偏執狂、瘋狂、虐待狂，瘋狂地追隨並獻身於佛地魔，認為替他服務是對於任何真正的巫師或女巫來說至高無上的職責，並自稱「黑魔王最忠貞的追隨者」。貝拉顯然對實施酷刑和殘忍行為感到興奮，正如她以酷刑咒折磨並導致隆巴頓夫婦發瘋，在神秘部門的戰鬥中殺害其表哥天狼星·布萊克並擊敗金利·俠鉤帽，以及在馬份莊園裡折磨妙麗和拉環，還有其後殺害其姨甥女小仙女·東施時所表現的那樣。她是一個能力超群的女巫，其戰鬥能力在食死人中居於首位，除了鄧不利多、哈利·波特及成功殺死她的茉莉·衛斯理之外，沒有鳳凰會的成員能夠於一對一戰鬥中擊敗貝拉。
貝拉·雷斯壯最後於霍格華茲大戰裡，於毫無防備下被決鬥中保護金妮的茉莉·衛斯理殺死。

#### 道夫·雷斯壯（Rodolphus Lestrange）
貝拉的丈夫，同為純正血統家族出身。夫婦二人一度被佛地魔讚賞為「最忠實的僕人」。參與綁架隆巴頓夫婦，並以橫蠻咒對愛麗絲和法蘭克·隆巴頓使用酷刑和永久喪失行動能力。14年後逃離監獄並重新加入佛地魔的勢力。第五部參與神秘部門的闖入，後來再次逃離阿茲卡班。在湯姆·瑞斗的時代，據說佛地魔的早期支持者中有一個姓氏為雷斯壯。

### 巴坦·雷斯壯（Rabastan Lestrange）
道夫的弟弟，參與綁架隆巴頓夫婦，並以橫蠻咒對愛麗絲和法蘭克·隆巴頓使用酷刑和永久喪失行動能力。14年後逃離監獄並重新加入佛地魔的勢力。第五部參與神秘部門的闖入，後來再次逃離阿茲卡班。

### 小巴堤·柯羅奇（Bartemius Crouch Jr.）
父親是老巴堤·柯羅奇—魔法執行部門的負責人。由於小巴堤·柯羅奇曾參與跟貝拉·雷斯壯、道夫.雷斯壯、巴坦.雷斯壯一起綁架隆巴頓夫婦，並把奈威·隆巴頓的父母折磨得精神錯亂，被判處阿茲卡班的無期徒刑。然而，他後來獲父親作為對其垂死妻子的救助，當父母到阿茲卡班探望他時，柯羅奇太太利用變身水跟他互換了外表，使他能夠逃脫。當她死後，她以他的身份之下被埋葬。小巴堤·柯羅奇及後由家庭小精靈照料。
為了防止他再次為佛地魔效勞，老巴堤以蠻橫咒控制了他的兒子，並把他藏在隱形斗篷下。當柏莎·喬金斯發現真相後，消息傳到佛地魔手中，他把小巴堤救出，並將老柯羅奇置於蠻橫咒之下。小巴堤·柯羅奇後來囚禁了知名的正氣師瘋眼穆敵，並利用變身水偽裝成穆敵，作為新任黑魔法防禦術教授滲透到霍格華茲。儘管不是真正的老師，但小柯羅奇做得很稱職，各班學生從他身上學到了很多東西，包括跟三個「不赦咒」有關的寶貴知識。老巴堤·柯羅奇逃了出來，因蠻橫咒而精疲力盡和精神錯亂。他到霍格華茲告訴鄧不利多指出佛地魔的回歸；然而其子作為忠誠的食死人於霍格華茲城堡把他謀殺了，並將其屍體變成骨頭，再將骨頭埋於海格小屋前剛翻過的泥土中。
後來，復興後的三巫鬥法大賽於霍格華茲舉行，佛地魔要求小柯羅奇確保哈利能夠獲勝。為此，他把哈利的名字放進火盃中，並利用魔法使維克多·喀浪於迷宮中攻擊西追·迪哥里，並擊昏了花兒·戴樂古。同時，小巴堤·柯羅奇暗中協助佛地魔恢復。當哈利與西追同時觸摸三巫鬥法獎盃時，它把二人傳送至瑞斗家族位於小漢果頓的墓地。在那裡，在殺死西追·迪哥里之後，食死人彼得·佩迪魯利用哈利的血進行了佛地魔的重生儀式。此時，佛地魔試圖殺害哈利，但在佛地魔魔杖的幽靈幫助下，哈利透過港口鑰逃脫了。當哈利再次出現於霍格華茲時，仍然偽裝的小巴堤·柯羅奇希望在其主人失敗的地方取得成功；然而其身分曝光後，鄧不利多、石內卜和麥教授阻止了其陰謀。在吐真劑（Veritaserum）的作用下，他向眾人講述了其計劃。儘管他受到嚴密的保護，以便他以後可以重覆其證詞，但作為魔法部部長的康尼留斯·夫子保鏢的催狂魔襲擊了小巴堤·柯羅奇，並在任何人能夠阻止它之前吸出他的靈魂（催狂魔之吻）。小巴堤·柯羅奇的生活自此失去其記憶或自我意識。
在此之前，一直視佛地魔為理想的父親形象。

### 伊果·卡卡夫（Igor Karkaroff）
斯拉夫字母：Игорь Каркаров。德姆蘭魔法學校的前校長，該學院是進入三巫鬥法大賽的三所魔法學校之一（其餘的是霍格華茲與波巴洞）。作為魔法學校的校長，卡卡夫也是裁判之一。他被描述為一個整潔和看起來很挑剔且聲線油膩的男人，還有蓄著灰色小山羊鬍子的風格。雖然他大部分時間都表現得油腔滑調地友善，然而他也有猛然狂怒的能力。他還被描述為「一個牙齒發黃的男人，他的笑容達不到其冷酷的目光」。當哈利獲選為霍格華茲的第二名代表及作為三巫鬥法大賽的第四名冠軍代表時，卡卡夫被激怒並威脅要退出比賽。儘管卡卡夫後來被說服並同意留下，但他還是顯示出對德姆蘭的冠軍代表—保加利亞魁地奇球員維克多·喀浪（Viktor Krum）表現出明顯的偏愛。
天狼星·布萊克後來確定卡卡夫為前食死人。卡卡夫被正氣師阿拉特·穆敵捕獲並且被囚禁於阿茲卡班監獄。卡卡夫後來向魔法部指他得知自己的錯誤，並「點名」供出食死人名單得以脫罪，把許多人投進阿茲卡班以換取其自由 ，因此卡卡夫被食死人憎恨。卡卡夫的歷史讓他跟同樣是前食死人的賽佛勒斯·石內卜建立了聯繫。石內卜因為卡卡夫交談的要求而中斷了魔藥學的課堂，並向他展示其再次出現的黑魔標記。他顯然也跟阿拉特·穆迪有著不愉快的往事，並試圖在整個三巫鬥法大賽期間避開他，然而沒有成功，他並不知道當時的阿拉特·穆迪是由#小巴堤·柯羅奇偽裝。在該小說的結尾，卡卡夫於佛地魔再度崛起後叛逃並躲藏起來，把他的學生遺下於德姆蘭的學生宿舍。在第六輯中，雷木思·路平指卡卡夫被發現死於一間棚屋裡，而黑魔標記在上面盤旋，這表明他是被其他食死人殺掉的。路平還對卡卡夫在離開佛地魔一年後還能活下來感到驚訝，沒有已知的其他人能夠避免被捕獲這麼久。

### 彼得·佩迪魯（Peter Pettigrew）
綽號蟲尾（Wormtail），他是已知的唯一一個在霍格華茲時期曾在史萊哲林學院以外（葛萊芬多）的食死人。他在那裡成為了詹姆·波特、雷木思·路平和天狼星·布萊克的密友，儘管他是這群男生當中最不聰明和最沒有魔法天賦的一個。在天狼星和詹姆的幫助下，佩迪魯成為了化獸師，他能夠隨意把自己變成老鼠。離開霍格華茲後，佩迪魯成為了鳳凰會的成員，他跟佛地魔聯手，以自己的性命作為佛地魔於鳳凰會裡的間諜。當波特一家得知他們的兒子哈利成為了佛地魔的目標時，天狼星建議他們以佩迪魯作為秘密守護者，因為他不相信佛地魔會懷疑像佩迪魯般「軟弱而無才能的東西」。佩迪魯背叛並向佛地魔洩露了秘密，這行為導致詹姆與莉莉的死亡（而且具有諷刺意味的是，佛地魔也近乎毀滅）。天狼星向佩迪魯復仇，然而在對抗中，佩迪魯公開指責天狼星殺害了波特一家，並謀殺了12名麻瓜，他將自己變成老鼠之前就把自己的食指砍掉，從而誣陷天狼星背叛波特一家，並把自己與旁觀者謀殺。儘管做了以上這些背信棄義的行為，佩迪魯在一定程度上確實對自己的背叛行為感到真正的悔恨。佩迪魯被授予梅林勳章（似乎是追授的），並在接下來的12年裡躲藏起來。為了關注魔法世界的事情，佩迪魯偽裝成老鼠，首先是成為派西·衛斯理的寵物，後來成為榮恩·衛斯理的寵物。在這種方式下（被該家庭命名為「斑斑(Scabbers)」），由於其食指遭砍掉，以致其一隻爪子中缺少了一根腳趾。
雖然佩迪魯以斑斑的身份出現在首兩輯小說中，但其作為故事當中主要反派的身份直至才被揭露出來。當時衛斯理一家的照片出現於《預言家日報》上，天狼星認出了佩迪魯的化獸師形態，並逃離了阿茲卡班以追踪他。二人於尖叫屋內對峙，路平與布萊克迫使斑斑恢復其人類形態。佩迪魯坦白其背信棄義的行為，聲稱這樣做只是為了挽救自己的生命。在天狼星和路平即將報仇的時候，哈利請求天狼星把佩迪魯交給魔法部，以證明天狼星的清白。當路平變成狼人時，佩迪魯被帶出尖叫屋並逃脫了。佩迪魯實際上對哈利的饒恕表示感恩，哈利仁慈的行為使佩迪魯欠下他一生的債。這就是當佛地魔在下一輯小說中希望以哈利的血恢復其肉身時，佩迪魯試圖說服佛地魔使用另一名巫師的血之原因，然而徒勞無功。
佩迪魯後來回到佛地魔身邊為他效勞，在阿爾巴尼亞的森林裡尋到他，並協助他恢復成一個虛弱的嬰兒身體。他綁架了能夠替佛地魔提供有價值信息的魔法部員工柏莎·喬金斯。在第四輯小說中的事件裡，佩迪魯（此後幾乎總是被稱為「蟲尾」），他協助小巴堤·柯羅奇擊敗瘋眼穆迪。在該小說的高潮對決中，佩迪魯按照佛地魔的命令謀殺了西追·迪哥里，並切斷他的手作為成分之一，以釀造使佛地魔重生的複合魔藥。恢復了實體形態的佛地魔，後來以一隻擁有五根完整手指和擁有強大力量的銀色之手來取代佩迪魯缺失了的手。儘管他採取了行動，但佩迪魯運勢仍然仍然低迷；石內卜於中視他為僕人；佩迪魯在中的任務是看守著馬份莊園地窖裡被囚的人。當哈利與榮恩被關在那裡時，佩迪魯對被囚的人進行檢查時遭到襲擊。當佩迪魯以佛地魔賜予的銀手勒死哈利時，哈利提醒他曾經救過其性命時，他猶豫了片刻並顯露出一絲憐憫與愧疚。後來銀手轉而反擊將他勒死，作為對他那一刻憐憫的懲罰。
在電影《哈利波特－死神的聖物1》裡，佩迪魯並沒有如小說般在馬份莊園被其銀色之手勒死；相反，他被家庭小精靈多比擊中並倒下，然而不知道他只是被驚呆了還是被殺。他在《哈利波特－死神的聖物2》中只是出現於倒敘中。

### 科班·牙克厲（Corban Yaxley）
面目猙獰的食死人，出現於石內卜殺死鄧不利多的戰鬥中。他是最著名的食死人之一，似乎於第二次魔法世界大戰中正在爭取上位。食死人入主魔法部後成為佛地魔在魔法部的派遣掌控勢力的人物。在中，牙克厲被邀請到馬份莊園見證慈恩·波八吉被謀殺，並跟石內卜爭論哈利離開德思禮家的正確日期，然而被鳳凰社成員欺騙的正氣師約翰·道利什把不正確的信息給他。牙克厲向一群印象深刻的食死人宣布，他已利用蠻橫咒置於傀儡魔法執行部門首長派厄思·希克泥身上，讓他受其控制。他利用希克泥來控制其他主要部門的主管，他們並允許佛地魔謀殺盧夫·昆爵，使希克泥成為了魔法部部長。
當哈利、榮恩與妙麗偽裝成為魔法部官員進入魔法部以尋找史萊哲林的小金匣時，牙克厲據透露經已成為了魔法執行部門的負責人，他還協助桃樂絲·恩不里居領導麻瓜出身登記委員會，而且二人似乎關係很好，他們一起羞辱麻瓜出身者。兩人都被哈利以咒語固定，但在妙麗以現影術讓她的朋友們安全的時候，牙克厲恢復並抓住了她。牙克厲尾隨他們一起來到古里某街，讓他向食死人透露他們的總部，但他沒有隨三人組到達他們利用現影術到達的位置。
他參與霍格華茲大戰，並在那裡跟菲力·孚立維決鬥，後來他出現於那些跟佛地魔一起等待哈利到來的人群中，並誤以為哈利不會在指定的時間內前來。當戰鬥重新開始時，他被喬治·衛斯理和李·喬丹擊敗。

### 卡羅兄妹

#### 艾朵·卡羅（Alecto Carrow）
參與襲擊霍格華茲。艾米克被描述為矮胖和凹凸不平的身軀，和喘息的咯咯笑聲；而艾朵被描述為一個「矮壯的小女人」，蹲姿和笑聲類似兄長。據說佛地魔第一次倒台後，二人相信他經已永遠消失了。
《死神的聖物》開首，有位列席馬份莊園的會議。佛地魔後任命卡羅兄妹成為霍格華茲的「老師」，嚴厲地管教反對佛地魔的學生。艾米克教授黑魔法防禦術，但正如奈威·隆巴頓所述，它變成了「黑魔法」，當中學生被迫對被罰留校的同學執行酷刑咒。艾朵教授麻瓜研究，這成為了霍格華茲的必修課，並教導學生待麻瓜如畜生。就在霍格華茲大戰前夕，艾朵奉佛地魔命令在雷文克勞塔等待，準備捕捉哈利，但在觸摸黑魔標記召喚佛地魔後被露娜·羅古德驚呆了。看到事情發生的艾米克，試圖跟協助他進入房間的米奈娃·麥合謀，把雷文克勞的學生作為祭品獻給佛地魔，同時計劃利用雷文克勞的學生伏擊艾朵的謊言，強迫她按下其黑魔標記。麥教授拒絕並跟艾米克爭論，艾米克更朝她的臉上吐口水。哈利對此感到憤怒，並施展酷刑咒，其力量足以讓艾米克昏倒。後來，麥教授對他施展蠻橫咒，然後把他與其妹綁在一起，然後把他放在網裡。
在《死神的聖物（下）》，石內卜轉移麥教授的魔咒，擊中了卡羅兄妹，這可能是為了保護學生免受虐待，並表明他對鄧不利多的忠誠。

### 索分·羅爾（Thorfinn Rowle）
《死神的聖物》開首，有位列席馬份莊園的會議。並與安東尼·杜魯哈二人組於圖騰漢廳路襲擊哈利、榮恩和妙麗，卻被「整整石化」並施以遺忘咒。最後參與進攻霍格華茲的最終大戰，意外把食死人吉朋（Gibbon）殺死。

### 安東尼·杜魯哈（Antonin Dolohov）
有一張長長、蒼白而扭曲的臉，其名字暗示著他是斯拉夫人的血統。他於《混血王子的背叛》中被證實是佛地魔的首批食死人之一，當佛地魔來到霍格華茲申請教席並把作為分靈體的王冕隱藏起來時，他出現在豬頭酒吧中，這讓他在神秘部門戰鬥時，至少已經六十歲。杜魯哈是謀殺費邊及吉昂·普瑞（茉莉·衛斯理的兄弟）的五個食死人之一。在第一次巫師大戰期間，其戰鬥能力在食死人中居於前位，他還折磨了許多麻瓜與佛地魔的反對者。杜魯哈後來被囚禁於阿茲卡班，但在大規模爆發期間逃脫。
在《鳳凰會的密令》尾聲的神祕部門的預言之戰中，杜魯哈參與了該場戰鬥，並在那裡利用魔杖發出紫色火焰擊傷了妙麗，他再次返回阿茲卡班入獄。在《死神的聖物》事件發生之前的一段時間，他再次逃脫，並列席馬份莊園的會議。在哈利、榮恩和妙麗使用佛地魔的名字（當時成為禁忌）之後，他追蹤三人到一家麻瓜咖啡廳。杜魯哈跟他的伙伴被驚呆了，二人的記憶被妙麗抹去，他們遭到佛地魔的懲罰。杜魯哈參與霍格華茲大戰並殺害了雷木思·路平，那是阿波佛·鄧不利多最後一次看見路平跟他戰鬥。他還與丁·湯瑪斯決鬥，直至芭蒂·巴提對他使用身體束縛咒。杜魯哈跟牙克厲後來被派去尋找哈利，他們誤以為哈利不會自投羅網。戰鬥重新開始時，孚立維教授最終擊敗了他。

### 奧古斯都·羅克五（Augustus Rookwood）
作為魔法部的不可說，他表現得像在協助反佛地魔的事業，後來卻被揭露為雙重間諜，從魯多·貝漫和整個魔法部其他不知情的特工那裡獲取資訊。他於14年後逃離監獄，重新加入佛地魔的勢力。他通知其主人指艾佛瑞關於柏得·簿德能夠竊取預言的信息並不正確。羅克五參與闖入神秘部門的行動，後來逃離了阿茲卡班。他參與了霍格華茲大戰，包括他在內的食死人引發了爆炸殺死弗雷·衛斯理，最後被阿波佛·鄧不利多擊敗。

### 艾佛瑞（Avery）
石內卜於史萊哲林學院結交的團伙，後來雙雙加入食死人。姓氏為艾佛瑞的有父子二人，他們均為食死人，聲稱受到蠻橫咒的影響以避免入獄。佛地魔在其重生儀式中折磨了他。他參與闖入神秘部門，後來逃離了阿茲卡班。他還錯誤地告訴佛地魔，宣稱可以拿到預言，並指任何人都可以從神秘部門獲得預言，然而這與事實完全相反，只有相關人員才能做到。他失敗後再次受到佛地魔的懲罰。

### 克拉（Crabbe）
文森·克拉的父親，出現於佛地魔的重生儀式，並參與神秘部門的闖入，後來逃離了阿茲卡班。兒子文森協助馬份於萬應室企圖捕捉哈利·波特，但未證實擁有黑魔標記，文森最後被自己所施展的惡魔之火燒死。

### 高爾（Goyle）
葛果里·高爾的父親，出現於佛地魔的重生儀式。兒子葛果里協助馬份於萬應室企圖捕捉哈利·波特，但未證實擁有黑魔標記。

### 諾特（Nott）
西奧多·諾特的父親。羅琳於她的網站上提到他是一名年邁的鰥夫。佛地魔早期的支持者之一，出現於佛地魔的重生儀式。並參與了闖入神秘部門的行動，後來逃離了阿茲卡班。

### 瓦頓·麥奈（Walden Macnair）
受聘於有害動物諮詢局，《阿茲卡班的逃犯》中作為魔法部派來執行鷹馬巴嘴之死刑的劊子手。試圖進行處決時，因巴嘴被釋放而失敗。再次登場時出席佛地魔的重生儀式。後來說服巨人加入食死人的陣營。參與闖入神秘部門的行動，後來逃離了阿茲卡班。最後參與霍格華茲大戰，被海格扔過房間，失去知覺。

### 崔佛（Travers）
協助謀殺麥金農一家。14年後逃離監獄並重新加入佛地魔的勢力。折磨贊諾·羅古德的其中一人。陪同偽裝成貝拉·雷斯壯的妙麗到古靈閣。最後參與霍格華茲大戰，大概是其中一個襲擊霍格華茲內的人，他在阿茲卡班突圍後的某個時候再次被捕。

### 莫賽博（Mulciber）
石內卜於史萊哲林學院結交的團伙，後來雙雙加入食死人。這裡有兩名莫賽博，均為食死人。專長於施展橫蠻咒，他們還在霍格華茲的時候對瑪麗·麥當勞（Mary McDonald）施了一個危險的毒咒（Hex）。14年後逃離監獄並重新加入佛地魔的勢力。其中一人參與闖入神秘部門的行動，後來再次逃離阿茲卡班。

### 賈蔘（Jugson）
參與神秘部門的闖入，後來逃離了阿茲卡班。

### 吉朋（Gibbon）
《混血王子的背叛》中襲擊霍格華茲，並在鄧不利多被殺的當晚，向天空發射黑魔標記。最終大戰誤中同伴索分·羅爾（Thorfinn Rowle）所施展的索命咒而死。 

### 塞溫（Selwyn）
在德思禮家襲擊魯霸·海格及哈利·波特，並可能殺害了嘿美，後來折磨露娜的父親—贊諾·羅古德（Xenophilius Lovegood），迫使其出賣波特。

## 陣亡的食死人

### 獅子阿爾發·布萊克（Regulus Arcturus Black）
天狼星·布萊克的胞弟、布萊克家族幼子，曾經是佛地魔的心腹之一。當他發現佛地魔正在製造分靈體，並在他的家庭小精靈怪角身上測試一個分靈體周邊的防禦時叛逃了。後來他決定背叛佛地魔，在偷取分靈體時被陰屍拖入湖水中死亡，而分靈體則被交給怪角藏起。他留下了一個假的分靈體和一張給佛地魔的便條，署名為R.A.B.。

### 伊凡·羅西兒（Evan Rosier）
早期食死人，石內卜於史萊哲林學院結交的團伙。佛地魔失勢後，不願束手就擒而跟正氣師戰鬥，並摧毀阿拉特·穆迪的部分鼻子，最後被誅殺。

### 韋克（Wilkes）
早期食死人，石內卜於史萊哲林學院結交的團伙。在第一次魔法世界大戰裡被正氣師連同伊凡·羅西兒一起抹殺。

## 盟友

### 奎若（Quirinus Quirrell）
哈利波特一年級時的黑魔法防禦術教授，隸屬雷文克勞學院。沙漠遇上失勢後的佛地魔，讓其寄生共體，並包裹頭巾掩飾。企圖奪取魔法石，最後被哈利波特的保護咒毀掉身軀，為人性格被形容為聰明、貪婪、懦弱、說話結結巴巴。

### 催狂魔（Dementors）
一種恐怖的生物，本為巫師監獄阿茲卡班的守衛，後成為食死人盟友。

### 焚銳·灰背（Fenrir Greyback）
狼人首領，與食死人緊密關聯。佛地魔向全國的狼人保證公平對待他們，因此作為狼人首領的灰背投向了佛地魔的陣營。灰背身穿食死人的巫師袍，但身上沒有黑魔標記。他被稱為有史以來最野蠻的狼人，並且讓整個巫師世界受到極大的恐懼。當即將月滿之時，他會把自己靠近其受害者。以針對年幼兒童而聞名，為了完成盡可能製造出狼人的計劃，當路平的父親激怒了他的時候，灰背感染了包括年幼的雷木思·路平在內的數十人。灰背與大部分狼人不同，即使是人類形態也對鮮血充滿渴望。在《混血王子的背叛》中，灰背首次出現於鄧不利多去世當晚，他攻擊了哈利，並給比爾·衛斯理留下了嚴重的傷疤。灰背襲擊時是人類形態，因此他並沒有完全感染比爾，但比爾隨後表現出對新鮮生肉的偏好。
在《死神的聖物》中，灰背領導著一個死拿錢的團伙—協助黑巫師搜尋麻瓜出身者與「不受歡迎的人」以換取黃金的團伙。當哈利在成為禁忌後不小心使用了佛地魔的名字時，灰背被驚動並使他的團伙襲擊了三人的營地。哈利、榮恩與妙麗被死拿錢綁架，帶到馬份莊園。貝拉·雷斯壯向灰背承諾讓他得到妙麗，以換取他的服務，但被囚的人們拼命逃跑，灰背被三重昏迷咒擊中昏倒。灰背是狼群中同意於霍格華茲大戰中協助佛地魔的主要狼人。在戰鬥中，妙麗以爆炸咒來阻止灰背攻擊受傷的文妲·布朗，西碧·崔老妮教授扔出的水晶球把他擊暈。在食死人的最後一戰，他及時重新加入戰鬥，榮恩·衛斯理和奈威·隆巴頓合力以魔法將他擊倒。

### 死拿錢（Snatchers）

#### 史卡皮（Scabior）
受魔法部（食死人）雇用的賞金獵人，負責捕捉抓捕混血巫師、麻瓜後代，及未成年的逃亡學生，藉此賺取獎金。

## 宿敵
- 正氣師
- 鳳凰會
- 鄧不利多的軍隊

## 花絮
- J·K·羅琳在創作小說過程中，曾一度計畫將佛地魔的追隨者命名為「滑波吉斯騎士」（Knights of Walpurgis），但後來放棄了[17]。

- 墨西哥重金屬樂隊Velvet Darkness（英语：Velvet Darkness (band)）於於2015年發行了歌曲《食死人（Death Eaters）》，作為他們首張EP《Delusion》的一部分，後來他們在2018年被重新錄製該歌曲，作為他們的首張LP《Nothing But Glory》的附赠曲目。這首歌的音樂錄影帶於2019年發行，並對其進行現場錄音[18]。